# Kavalan
Pour les articles homonymes, voir Kavalan (homonymie).

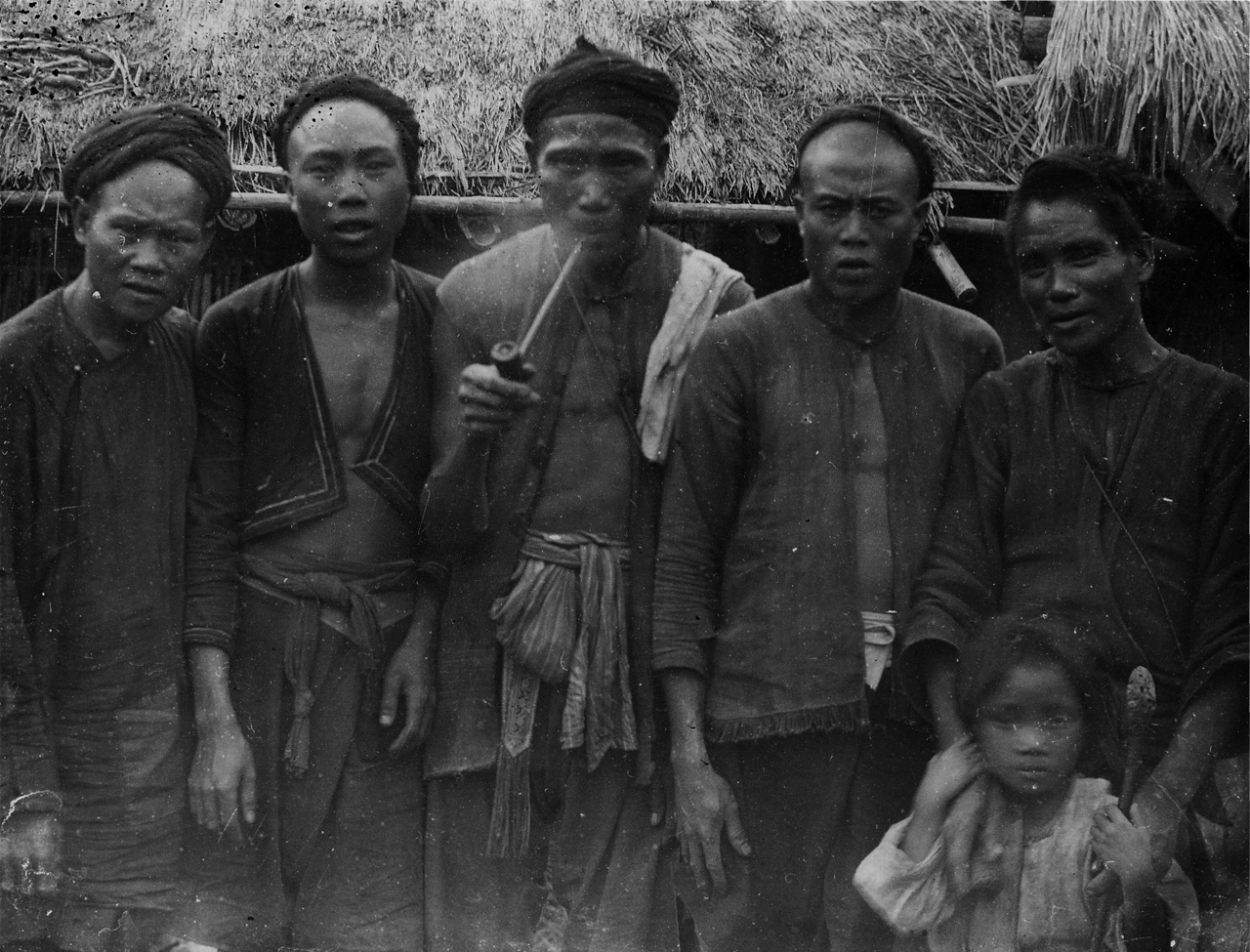
Photo de Torii Ryuzosho Kaliwan Kavalan

Les Kavalan (chinois : 噶瑪蘭, le peuple qui vit dans la plaine) sont l'une des ethnies aborigènes de Taïwan, officiellement reconnus par la République de Chine. Ils parlent le kavalan, une langue du sous-groupe formosan des langues austronésiennes. Ils sont près de 1 500 individus. 
Ils sont le onzième groupe à voir été reconnu officiellement (2002). Auparavant, nombre d’entre eux, vivant dans le comté de Hualien, étaient incorporés dans le groupe des Amis. Les Kavalan sont originaires du comté de Ilan, au XIXe siècle ils migrèrent dans les comtés de Hualien et de Taitung. La majorité des Kavalan se trouve actuellement dans ces deux comtés.